# الغواصة الألمانية فئة ميتيل يو
ميتيل يو هي فئة من الغواصات التي بنيت خلال الحرب العالمية الأولى للخدمة في البحرية الإمبراطورية الألمانية.
حملت هذه الغواصة 16 طوربيد وكان لديها ترتيبات مختلفة من بنادق المركبة على سطح السفينة . كان لدى بعضها مدافع 88 مم، بينما كان لدى البعض الآخر مدافع عيار 105 مم.. في عام 1917 تم تجهيز بعض هذه الغواصات بمدفع 105 ملم واحد.
كانت هذه الغواصات تحمل طاقمًا مكونًا من 39 شخصًا ولديهم قدرات ممتازة على الإبحار لرحلات بحرية طويلة تبلغ حوالي 1120 ميلًا. كما تم وضع بعد اسلحة هذه الغواصات على غواصات تايب تسعة في الحرب العالمية الثانية المصممة بعد 20 عامًا.
بين عامي 1915 و1919 تم بناء 46 منها، من بينهم عواصة يو 88.

## روابط خارجية
- "uboat.net". WWI U-boat Types. مؤرشف من الأصل في 2010-07-06. اطلع عليه بتاريخ 2007-04-17.